# NNP
NNP là từ viết tắt trong tiếng Anh của Net National Product tức Tổng sản phẩm ròng quốc gia, là tổng giá trị thị trường của tất cả sản phẩm cuối cùng và các dịch vụ được sản xuất hay cung ứng bởi công dân của một quốc gia (GNP) trong một khoảng thời gian nào đó trừ đi khấu hao. Khấu hao được đo bằng giá trị của một phần GNP mà cần phải chi tiêu vào các sản phẩm vốn nhằm duy trì luồng vốn hiện tại.
NNP là giá trị ròng của sản phẩm trong một năm cụ thể nào đó mà có thể tiêu dùng không có khấu trừ đi phần giá trị mà có thể tiêu dùng trong tương lai. Việc để ra một phần của NNP vào đầu tư sẽ giúp cho việc tăng trưởng của luồng vốn và việc tiêu dùng được nhiều sản phẩm hơn trong tương lai.

## Công thức tính
NNP = GNP - Khấu hao